# 鸟羽须蚶
是魁蛤目魁蛤科Hawaiarca属的一种。主要分布于韩国、中国大陆、台湾，常栖息在潮下带20-500米。